# S:t Mikaels kyrka, Keminmaa
S:t Mikaels kyrka i Keminmaa, eller Keminmaa gamla kyrka (finska: Keminmaan vanha kirkko), byggdes troligen mellan 1520 och 1553  som den tredje kyrkan i Kemis moderförsamling. Kyrkan är den näst nordligaste medeltida stenkyrkan i Finland, den nordligaste intakta medeltida stenkyrkan och en av de sista kyrkobyggnaderna från den katolska tiden. Kyrkan är tillägnad ärkeängeln Mikael.
Kyrkan är en rektangulär gråstenskyrka. På kyrkans södra sida finns vapenhuset och mittemot sakristian. Yttertaket är brant och klätt med träspån. Sakristians vattentak är från åren 1528-1531 och kyrkorummets vattentak från 1550-1551. Innertakets bärande konstruktion är från 1561 varför det nuvarande innertaket från 1650-talet har ersatt ett äldre, välvt trätak.  Innertaket är fyllt av takmålningar om Kristi lidande. De härstammar från 1650, men konstnären är okänd.
Ursprungligen fanns det troligen även målningar på väggarna, men de har förstörts. Kyrkans dopfunt och vigvattenkärl är från den katolska tiden före reformationen. I vapenhuset finns en gammal likbår och en fotstock.
Fram till 1700-talet gravsattes avlidna under kyrkans golv. Den mest kända av dem är kyrkoherden Nikolaus Rungius, död 1629, vars mumifierade kropp kan ses i en glasklädd kista under kyrkans golv. 
Under historiens gång har det funnits två klockstaplar intill kyrkan, varav det nyare byggdes 1751 revs redan 1795, tydligen för att bygget av en ny stenkyrka påbörjats året innan. 

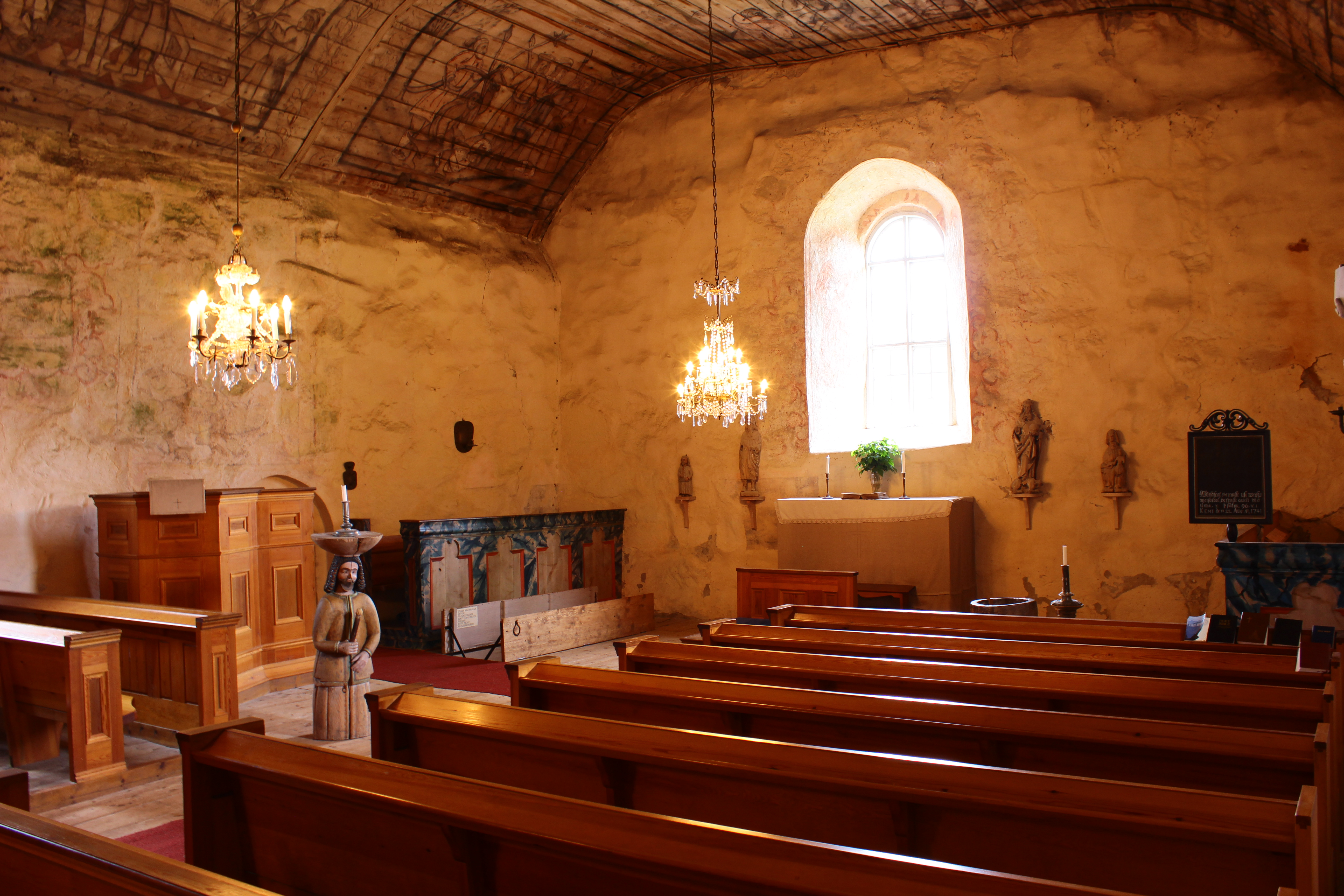
Interiören från S:t Mikaels kyrka i Keminmaa.